# Championnat du monde de street-hockey 1998
Navigation
Slovaquie 1996 Slovaquie 1999
Le championnat du monde street-hockey a lieu en 1998 en République tchèque. C'est la 2e édition de cette épreuve. La République tchèque remporte son premier titre de champion du monde en battant en finale la Slovaquie.

## Résultats

### Phase de groupes

#### Groupe A
| Rang  | Équipe     | Pts | J | G | N | P  | Bp | Bc | Diff |
| ----- | ---------- | --- | - | - | - | -- | -- | -- | ---- |
| +001, | Canada     | 3   | 2 | 1 | 0 | 11 | 3  | +8 | 6    |
| +002, | États-Unis | 3   | 1 | 1 | 1 | 7  | 9  | -2 | 3    |
| +003, | Allemagne  | 3   | 1 | 0 | 2 | 5  | 9  | -4 | 2    |
| +004, | Suisse     | 3   | 1 | 0 | 2 | 7  | 9  | -2 | 2    |

| 4 juin 1998 | Allemagne | 3-1 (3-0, 0-0, 0-1) | Suisse |  |

| 4 juin 1998 | Canada | 2-2 (0-1, 0-0, 2-1) | États-Unis |  |

| 5 juin 1998 | États-Unis | 2-1 (1-1, 1-0, 0-0) | Allemagne |  |

| 5 juin 1998 | Canada | 3-0 (0-0, 1-0, 2-0) | Suisse |  |

| 5 juin 1998 | Suisse | 6-3 (2-0, 2-1, 2-2) | États-Unis |  |

| 5 juin 1998 | Canada | 6-1 (2-0, 2-0, 2-1) | Allemagne |  |

#### Groupe B
| Rang  | Équipe    | Pts | J | G | N | P  | Bp | Bc  | Diff |
| ----- | --------- | --- | - | - | - | -- | -- | --- | ---- |
| +001, | Slovaquie | 3   | 3 | 0 | 0 | 31 | 1  | +30 | 6    |
| +002, | Tchéquie  | 3   | 2 | 0 | 1 | 27 | 8  | +19 | 3    |
| +003, | Autriche  | 3   | 1 | 0 | 2 | 7  | 22 | -15 | 2    |
| +004, | Hongrie   | 3   | 0 | 0 | 3 | 2  | 39 | -37 | 2    |

| 4 juin 1998 | Slovaquie | 16-0 (4-0, 8-0, 4-0) | Hongrie |  |

| 4 juin 1998 | Tchéquie | 9-1 (4-1, 2-0, 3-0) | Autriche |  |

| 4 juin 1998 | Tchéquie | 18-0 (2-0, 8-0, 8-0) | Hongrie |  |

| 4 juin 1998 | Slovaquie | 11-1 (2-0, 6-1, 3-0) | Autriche |  |

| 5 juin 1998 | Autriche | 5-2 (1-1, 1-1, 3-0) | Hongrie |  |

| 5 juin 1998 | Slovaquie | 4-0 (0-0, 4-0, 0-0) | Tchéquie |  |

### Phase finale
|  | Demi-finales | Demi-finales |                        |   | Finale     | Finale     |
|  | Demi-finales | Demi-finales |                        |   | Finale     | Finale     |
|  |              |              |                        |   |            |            |
|  | Litoměřice   | Litoměřice   |                        |   | Litoměřice | Litoměřice |
|  | Litoměřice   | Litoměřice   |                        |   | Litoměřice | Litoměřice |
|  | Tchéquie     | 5            |                        |   | Litoměřice | Litoměřice |
|  | Tchéquie     | 5            |                        |   | Litoměřice | Litoměřice |
|  | Canada       | 2            |                        |   | Litoměřice | Litoměřice |
|  | Canada       | 2            | Tchéquie               | 3 |            |            |
|  | Litoměřice   |              | Tchéquie               | 3 |            |            |
|  |              | Slovaquie    | 1                      |   |            |            |
|  | Slovaquie    | Slovaquie    | 1                      | 5 |            |            |
|  | Slovaquie    |              |                        | 5 |            |            |
|  | États-Unis   | 2            |                        |   |            |            |
|  | États-Unis   | 2            | Match pour la 3e place |   |            |            |
|  |              |              |                        |   |            |            |
|  | Litoměřice   |              |                        |   |            |            |
|  |              |              |                        |   |            |            |
|  | Canada       | 5            |                        |   |            |            |
|  | Canada       | 5            |                        |   |            |            |
|  | États-Unis   | 2            |                        |   |            |            |
|  | États-Unis   | 2            |                        |   |            |            |

#### Demi-finales
| 6 juin 1998 | Slovaquie | 5-2 (1-1, 3-0, 1-1) | États-Unis |  |

| 6 juin 1998 | Tchéquie | 5-2 (0-0, 3-0, 2-2) | Canada |  |

### Troisième place
| 7 juin 1998 | Canada | 5-2 (0-1, 3-0, 2-1) | États-Unis |  |

#### Finale
| 7 juin 1998 | Tchéquie | 3-1 (1-0, 2-0, 0-1) | Slovaquie |  |

### Classement final
| Place              | Équipe     |
| ------------------ | ---------- |
| Médaille d'or      | Tchéquie   |
| Médaille d'argent  | Slovaquie  |
| Médaille de bronze | Canada     |
| 4                  | États-Unis |
| 5                  | Autriche   |
| 6                  | Allemagne  |
| 7                  | Suisse     |
| 8                  | Hongrie    |